# هانس شتيرنبيرغ
هانس شتيرنبيرغ (بالألمانية: Hans Sternberg)‏ هو ممثل ألماني، ولد في 2 يوليو 1878 بلوبيك في ألمانيا، وتوفي في 13 مايو 1948 ببرلين في ألمانيا.

## وصلات خارجية
- هانس ستيرنبيرغ على موقع IMDb (الإنجليزية)
- هانس ستيرنبيرغ على موقع قاعدة بيانات الأفلام السويدية (السويدية)
- هانس ستيرنبيرغ على موقع قاعدة بيانات الفيلم (الإنجليزية)
- هانس ستيرنبيرغ على موقع كينوبويسك (الروسية)